# Bromleyus
Bromleyus is een vliegengeslacht uit de familie van de roofvliegen (Asilidae).

## Soorten
- B. flavidorsus Hardy, 1944